# وجنسبورگ، نیوجرسی
وجنسبورگ (به انگلیسی: Ogdensburg) شهری در ایالت نیوجرسی کشور ایالات متحده آمریکا است که جمعیت آن در سرشماری سال ۲۰۱۰ میلادی، ۲٬۴۱۰ نفر بوده‌است.